# Pompéu
Pompéu est une municipalité brésilienne de l'État du Minas Gerais et la microrégion de Três Marias.